# Dermatophagoides pteronyssinus
Dermatophagoides pteronyssinus è un acaro della famiglia Pyroglyphidae.

## Distribuzione e habitat
Gli acari della polvere  domestica che  appartengono al genere Dermatophagoides infestano le case di tutto il mondo, essendo presenti sui materassi, cuscini e sui tappeti e nutrendosi della forfora umana e delle squame della cute.

## Importanza sanitaria
Questo piccolo aracnide è fra i maggiori responsabili della cosiddetta allergia alla polvere.
Nei soggetti allergici, questo acaro (anche se morto) può provocare asma, rinite, congiuntivite ed eczema.